# Dominique Dupont
Pour les articles homonymes, voir Dupont.
Dominique Dupont (épouse Camel ; née le 8 mars 1964 à Brignoles dans le Var) est une athlète française, spécialiste du lancer du disque.

## Biographie
Elle est sacrée championne de France du lancer du disque en 1985 à Colombes.
Son record personnel, établi en 1985, est de 53,45 m.